# مارتي هوغن (لاعب كرة الراح)
مارتي هوغن (بالإنجليزية: Marty Hogan)‏ هو لاعب كرة الراح ‏ أمريكي، ولد في 22 يناير 1958.